# Pseudophorellia anypsilon
Pseudophorellia anypsilon är en tvåvingeart som beskrevs av Allen L.Norrbom 2006. Pseudophorellia anypsilon ingår i släktet Pseudophorellia och familjen borrflugor.
Artens utbredningsområde är Panama. Inga underarter finns listade i Catalogue of Life.